# Caracollo
Caracollo – miasto w Boliwii, w departamencie Oruro, w prowincji Cercado.